# Аустралијска национална ботаничка башта
Аустралијска национална ботаничка башта налази се у Канбери и под управом је министарства за животну околину и културно наслеђе.
Ботаничка башта представља збирку природе, аустралијске флоре. Циљ ботаничке баште је да проучавају и промовишу аустралијске флоре. Многи делови овог врта подвргнути су разним истраживања. Такође се у његовим појединим деловима узгајају ретке домаће биљке. Управа покушава да својим радом доприноси очувању природних богатства аустралијске дивљине.

## Историја врта
Почетком планске изградње Камборе, становништво је 1933. предложило саветодавној комисији, идеју о изградњи ботаничке баште. 1935. направљен је први нацрт будућег врта. Велики део врта простирао се на територији Црне планине. Септембра 1949, премијер Бен К. и директор Кев Г., свечано су засадили прво дрво. Врт је званично отворен 1970. од Јохана Гортона, тадашњег премијера.

Ботаничка башта се простире, преко Црне планине, на око 90 хектара.